# كلارنس ديكنسون
كلارنس ديكنسون (بالإنجليزية: Clarence Dickinson)‏ هو معلم موسيقى وملحن أمريكي، ولد في 1873، وتوفي في 1969.

## وصلات خارجية
- كلارنس ديكنسون على موقع ميوزك برينز (الإنجليزية)
- كلارنس ديكنسون على موقع ديسكوغز (الإنجليزية)